# La Salvetat-sur-Agout
 La Salvetat-sur-Agout  es una población y comuna francesa, situada en la región de Occitania, departamento de Hérault, en el distrito de Béziers. Es el chef-lieu y mayor población del cantón de La Salvetat-sur-Agout.

## Demografía
| 1532 | 1361 | 1115 | 1174 | 1153 | 1118 |
| Para los censos de 1962 a 1999 la población legal corresponde a la población sin duplicidades (Fuente: INSEE [Consultar]) |      |      |      |      |      |

## Cultura
- Les Brigandes